# 2 de abril
2 de abril é o 92.º dia do ano no calendário gregoriano (93.º em anos bissextos). Faltam 273 dias para acabar o ano.

## Eventos históricos

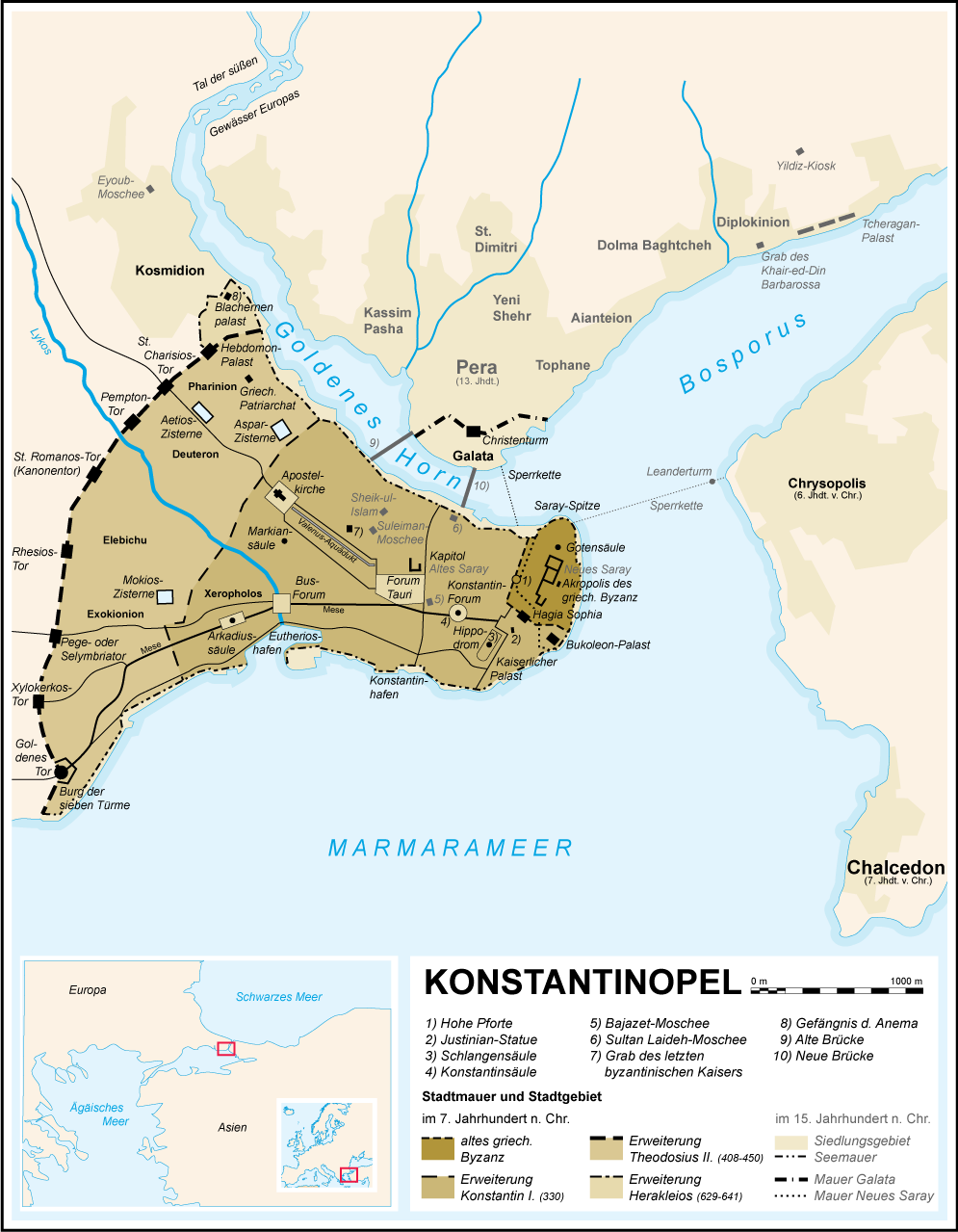
1453: Cerco de Constantinopla

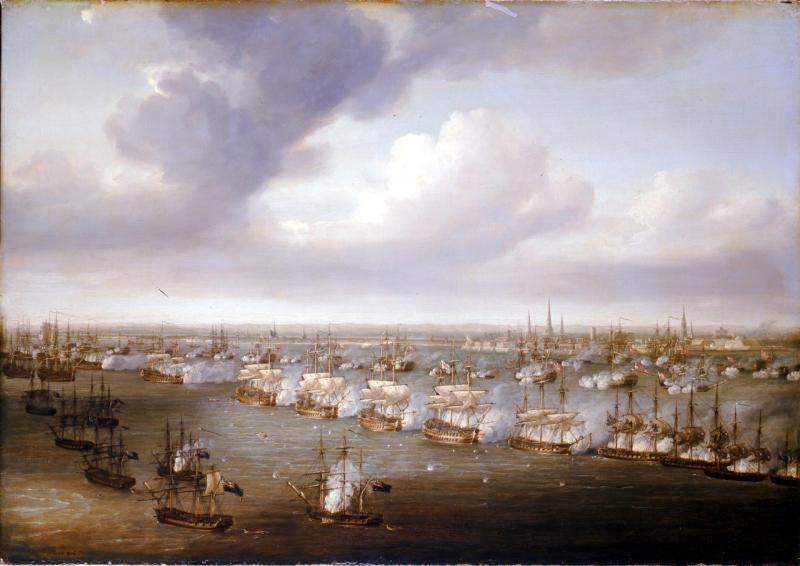
1801: Batalha de Copenhague

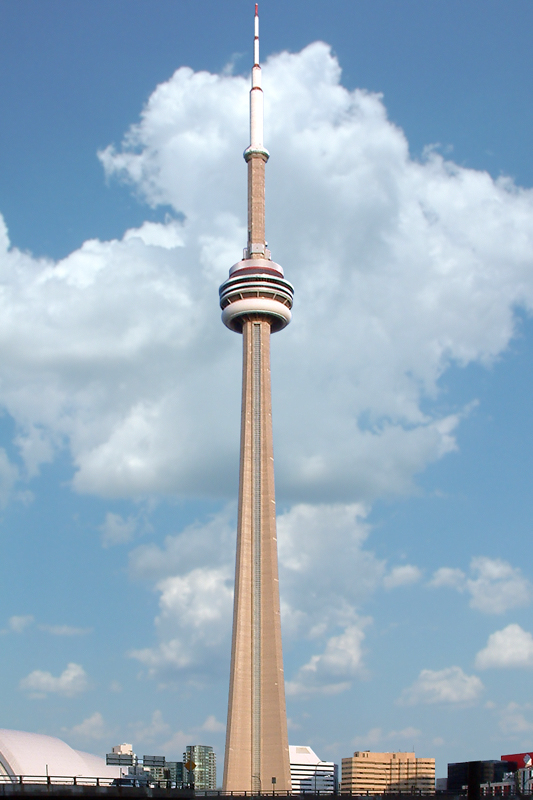
1975: A Torre CN foi a estrutura mais alta do mundo de 1975 a 2007

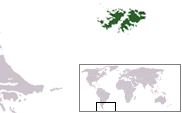
1982: Argentina invade as ilhas Malvinas

- 0033 — Hipótese mais aceita da data da última Ceia de Jesus de Nazaré com seus apóstolos. Depois ele segue para o Monte das Oliveiras e é preso pelas autoridades judaicas.[1]
- 1453 — O sultão otomano Maomé II, o Conquistador inicia o cerco de Constantinopla (Istambul).
- 1513 — O explorador espanhol Juan Ponce de León avista pela primeira vez a terra em que é hoje a Flórida.
- 1800 — Ludwig van Beethoven estreia sua Sinfonia n.º 1, em Viena.
- 1801 — Guerras Napoleônicas: Batalha de Copenhague: os britânicos capturam a frota dinamarquesa.
- 1851 — Rama IV é coroado rei da Tailândia.
- 1900 — O Congresso dos Estados Unidos aprova a Lei Foraker, dando a Porto Rico um autogoverno limitado.
- 1902 — É inaugurado em Los Angeles a Electric Theatre, a primeira sala de cinema dos Estados Unidos.
- 1917 — Primeira Guerra Mundial: o presidente dos Estados Unidos Woodrow Wilson pede ao Congresso para declarar guerra à Alemanha.
- 1921 — É estabelecido o Governo Autônomo do Coração, um governo militar que abrange o moderno estado do Irã.
- 1930 — Após a misteriosa morte da imperatriz Zauditu, Haile Selassie é proclamado imperador da Etiópia.
- 1945 — Brasil e União Soviética estabelecem relações diplomáticas.
- 1964
  - O Congresso Nacional do Brasil declara a Presidência vaga e substitui o presidente João Goulart pelo presidente da Câmara dos Deputados Ranieri Mazzilli.
  - A União Soviética lança a nave espacial Zond 1 com destino a Vênus.
- 1972 — O ator britânico Charlie Chaplin retorna aos Estados Unidos pela primeira vez desde que foi rotulado de comunista durante o macartismo no início dos anos 1950.
- 1973 — Lançamento do serviço informatizado de pesquisa jurídica LexisNexis.
- 1975
  - Guerra do Vietnã: milhares de refugiados civis fogem da província de Quang Ngai mediante o avanço das tropas norte-vietnamitas.
  - Concluída a construção da Torre CN em Toronto, Canadá. Atinge 553,33 metros de altura, tornando-se na época a mais alta estrutura do mundo.
- 1976
  - É concluída a elaboração da Constituição da República Portuguesa.
  - Príncipe Norodom Sihanouk renuncia ao cargo de líder do Camboja e é colocado em prisão domiciliar.
- 1979 — Um laboratório soviético de guerra biológica em Sverdlovsk libera acidentalmente esporos de antraz no ar, matando 66 pessoas mais uma quantidade desconhecida de gado.
- 1982 — Guerra das Malvinas: a Argentina invade as ilhas Malvinas.
- 1989 — O líder soviético Mikhail Gorbachev chega em Havana, Cuba, para se encontrar com Fidel Castro em uma tentativa de melhorar as tensas relações entre os dois países.
- 2002 — Forças israelenses cercam a Basílica da Natividade em Belém, no interior da qual palestinos armados se refugiaram; um cerco começa.
- 2004 — Terroristas islâmicos envolvidos nos atentados de 11 de março de 2004 em Madrid tentam bombardear o trem de alta velocidade espanhol AVE perto de Madrid; o ataque é frustrado.
- 2008 — Acontece pela primeira vez o Dia Mundial de Conscientização do Autismo, decretado pela Organização das Nações Unidas no ano anterior, para repetir-se anualmente.
- 2012 — O voo UTair 120 cai após a decolagem do Aeroporto Internacional Roshchino em Tiumen, Rússia, matando 33 e ferindo 10.[2]
- 2015
  - Terroristas do grupo Al-Shabaab atacam a Universidade de Garissa, no Quênia, matando pelo menos 148 pessoas e ferindo outras 79.
  - Irã e cinco outros países chegam a um acordo preliminar sobre o programa nuclear iraniano.
- 2018 — Tiangong 1, a primeira estação espacial da China, reentra na atmosfera e cai no Pacífico Sul.
- 2019 — Após quase duas décadas no poder, o presidente da Argélia, Abdelaziz Bouteflika, renuncia em meio a onda de protestos.
- 2024 — Tomada de posse do XVIV Governo constitucional português, liderado por Luís Montenegro.
- 2025 — O Presidente dos Estados Unidos, Donald Trump, impõe tarifas comerciais abrangentes à maioria dos países.

## Nascimentos

Hans Christian Andersen

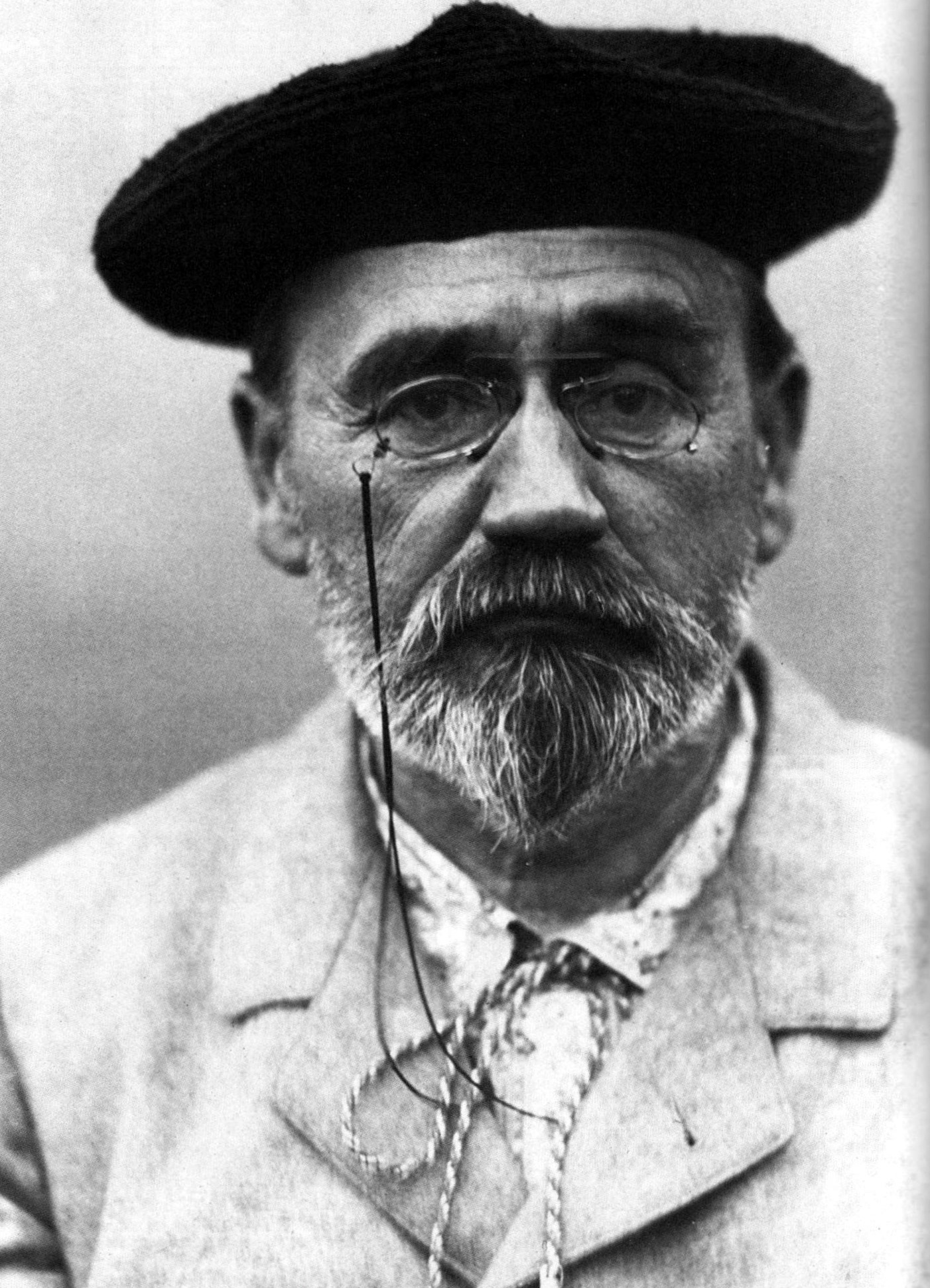
Émile Zola

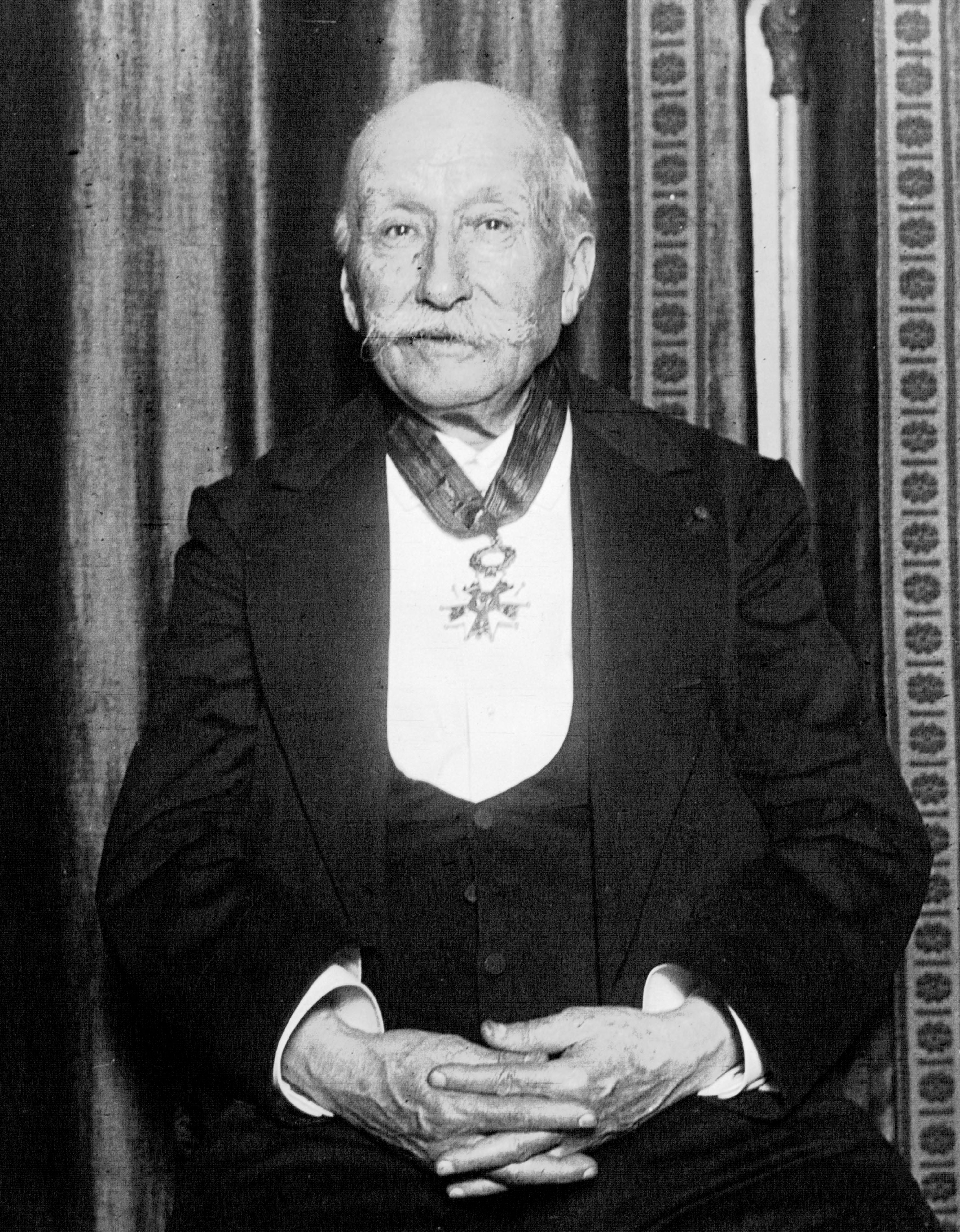
Clément Ader

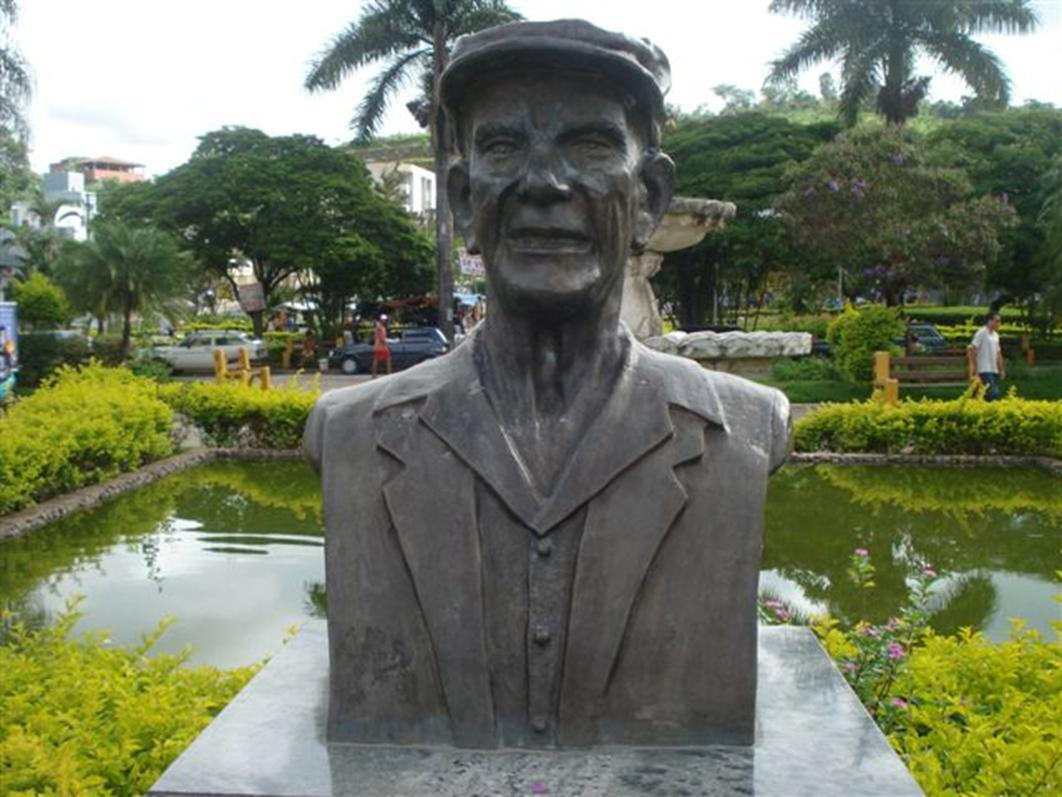
Chico Xavier

Alec Guinness

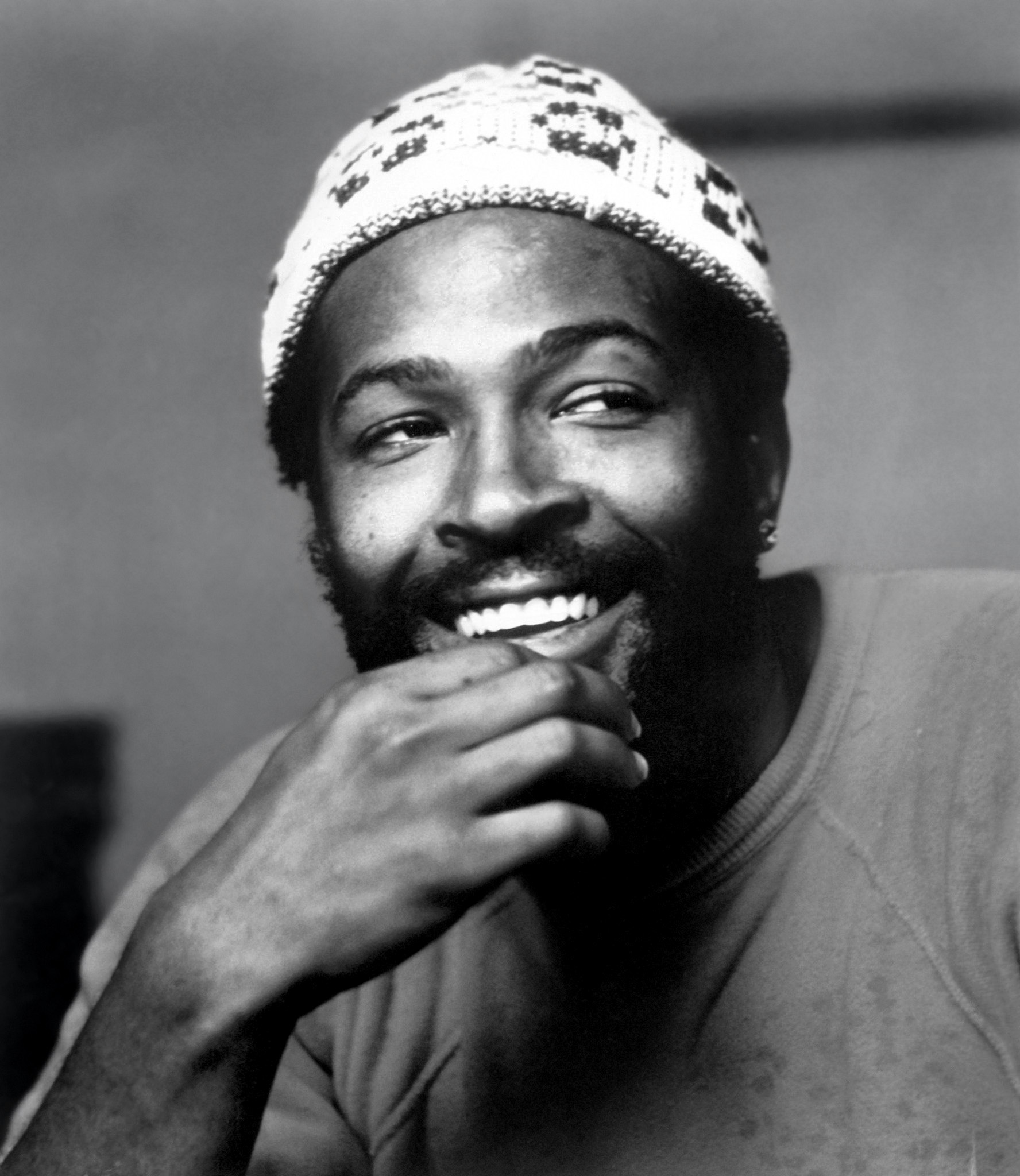
Marvin Gaye

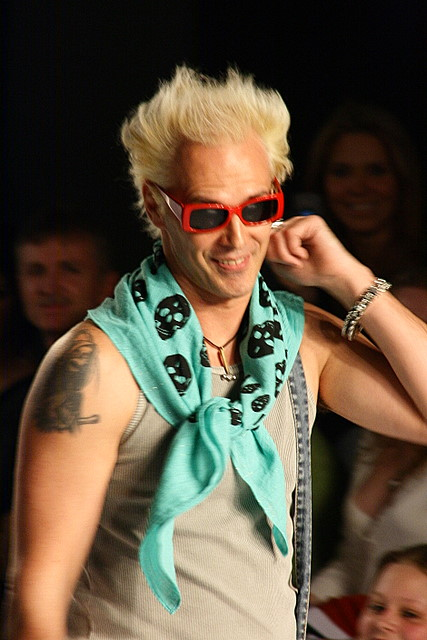
Supla

### Anterior ao século XIX
- 0181 — Xiandi, imperador da Dinastia Han (m. 234).
- 0747 — Carlos Magno, rei dos francos (m. 814).
- 1348 — Andrónico IV Paleólogo, imperador bizantino (m. 1385).
- 1545 — Isabel de Valois, Rainha da Espanha (m. 1568).
- 1565 — Cornelis de Houtman, explorador neerlandês (m. 1599).
- 1566 — Maria Madalena de Pazzi, religiosa e santa católica italiana (m. 1607).
- 1586 — Pietro Della Valle, viajante italiano (m. 1652).
- 1602 — Maria de Jesus de Ágreda, abadessa franciscana (m. 1665).
- 1618 — Francesco Maria Grimaldi, matemático e físico italiano (m. 1663).
- 1647 — Maria Sibylla Merian, botânica e ilustradora teuto-neerlandesa (m. 1717).
- 1653 — Jorge da Dinamarca (m. 1708).
- 1696 — Francesca Cuzzoni, soprano italiana (m. 1778).
- 1725 — Giacomo Casanova, explorador e escritor italiano (m. 1798).
- 1788 — Francisco de Paula Ferreira da Costa, escritor memorialista português (m. 1859).
- 1792 — Francisco de Paula Santander, general e político colombiano (m. 1840).
- 1798 — August Heinrich Hoffmann von Fallersleben, poeta e acadêmico alemão (m. 1874).

### Século XIX
- 1805 — Hans Christian Andersen, romancista, contista e poeta dinamarquês (m. 1875).
- 1814 — Erastus Brigham Bigelow, inventor americano (m. 1879).
- 1827 — William Holman Hunt, pintor britânico (m. 1910).
- 1838 — Léon Gambetta, advogado e político francês (m. 1882).
- 1840 — Émile Zola, romancista, dramaturgo, jornalista francês (m. 1902).
- 1841 — Clément Ader, engenheiro francês (m. 1926).
- 1842 — Domingos Sávio, santo católico italiano (m. 1857).
- 1862 — Nicholas Murray Butler, filósofo e acadêmico americano, ganhador do Prêmio Nobel (m. 1947).
- 1875 — Walter Chrysler, empresário americano (m. 1940).
- 1891 — Max Ernst, pintor, escultor e poeta alemão (m. 1976).
- 1896 — Gregori Warchavchik, arquiteto russo, naturalizado brasileiro (m. 1972).
- 1898 — Zeng Jiongzhi, matemático chinês (m. 1940).
- 1900 — Roberto Arlt, jornalista, escritor e dramaturgo argentino (m. 1942).

### Século XX

#### 1901–1950
- 1902 — Jan Tschichold, designer gráfico e tipógrafo teuto-suíço (m. 1974).
- 1907 — Luke Appling, jogador e gerente de beisebol americano (m. 1991).
- 1910 — Chico Xavier, médium e escritor brasileiro (m. 2002).
- 1914 — Alec Guinness, ator britânico (m. 2000).
- 1919 — Delfo Cabrera, corredor e soldado argentino (m. 1981).
- 1925 — George MacDonald Fraser, escritor e roteirista britânico (m. 2008).
- 1926
  - Jack Brabham, automobilista australiano (m. 2014).
  - Salvador Caetano, industrial português (m. 2011).
- 1927
  - Carmen Basilio, boxeador e soldado americano (m. 2012).
  - Rita Gam, atriz americana (m. 2016).
- 1928
  - Joseph Louis Bernardin, cardeal americano (m. 1996).
  - Buddy Ebsen, ator e dançarino americano (m. 2003).
  - Serge Gainsbourg, cantor, compositor, ator e diretor francês (m. 1991).
- 1931 — Mauro Mendonça, ator brasileiro.
- 1932 — Edward Michael Egan, cardeal americano (m. 2015).
- 1933 — György Konrád, sociólogo e escritor húngaro (m. 2019).
- 1934
  - Paul Cohen, matemático e teórico estadunidense (m. 2007).
  - Carl Kasell, jornalista e apresentador de game show americano (m. 2018).
  - Richard Portman, engenheiro de som americano (m. 2017).
  - Shirley Douglas, atriz canadense (m. 2020).
- 1936 — Shaul Ladany, atleta da marcha atlética e engenheiro sérvio-israelense.
- 1939
  - Marvin Gaye, cantor e compositor norte-americano (m. 1984).
  - Anthony Lake, acadêmico e diplomata americano.
- 1940
  - Donald Jackson, patinador artístico e treinador canadense.
  - Mike Hailwood, motociclista britânico (m. 1981).
  - Penelope Keith, atriz britânica.
- 1942
  - Leon Russell, cantor, compositor e pianista americano (m. 2016).
  - Roshan Seth, ator indo-britânico.
- 1943
  - Larry Coryell, violonista americano (m. 2017).
  - Antonio Sabàto, ator italiano (m. 2021).
- 1945
  - Linda Hunt, atriz norte-americana.
  - Reggie Smith, jogador e treinador de beisebol americano.
- 1946
  - Sue Townsend, escritora e dramaturga britânica (m. 2014).
  - Kurt Winter, guitarrista e compositor canadense (m. 1997).
- 1947
  - Paquita la del Barrio, cantora e compositora mexicana (m. 2025).
  - Emmylou Harris, cantora e compositora estadunidense.
  - Camille Paglia, escritora e crítica norte-americana.
- 1949 — Pamela Reed, atriz norte-americana.

#### 1951–2000
- 1951 — Moriteru Ueshiba, mestre de aiquidô japonês.
- 1952
  - Lennart Fagerlund, ciclista sueco.
  - Leon Wilkeson, baixista e compositor americano (m. 2001).
- 1953
  - Malika Oufkir, escritora marroquina.
  - James Vance, escritor e dramaturgo americano (m. 2017).
- 1954
  - Gregory Abbott, cantor, compositor e produtor americano.
  - Donald Petrie, ator e diretor americano.
- 1957 — Caroline Dean, bióloga e acadêmica britânica.
- 1958 — Larry Drew, jogador e treinador de basquete americano.
- 1959
  - Alberto Fernández, professor, advogado e político argentino.
  - Gelindo Bordin, atleta italiano.
  - David Frankel, diretor, produtor e roteirista americano.
  - Juha Kankkunen, automobilista finlandês.
  - Brian Goodell, nadador norte-americano.
  - Badou Ezaki, futebolista e treinador de futebol marroquino.
- 1960 — Linford Christie, atleta jamaicano-britânico.
- 1961 — Christopher Meloni, ator estado-unidense.
- 1962 — Clark Gregg, ator americano.
- 1963
  - Fabrizio Barbazza, ex-automobilista italiano.
  - Mike Gascoyne, engenheiro automobilístico britânico.
- 1965 — Rodney King, vítima de brutalidade policial americana (m. 2012).
- 1966
  - Bill Romanowski, ator e jogador de futebol americano.
  - Supla, cantor, ator e apresentador de televisão brasileiro.
  - Teddy Sheringham, ex-futebolista e treinador de futebol britânico.
  - Andréa Avancini, atriz brasileira.
  - Lira, ex-futebolista brasileiro.
- 1968 — Carlos Batres, árbitro de futebol guatemalteco.
- 1969 — Ajay Devgn, ator, diretor e produtor indiano.
- 1970 — Antonio Mohamed, ex-futebolista argentino.
- 1971
  - Edmundo, ex-futebolista e comentarista esportivo brasileiro.
  - Todd Woodbridge, tenista e comentarista esportivo australiano.
  - Arce, ex-futebolista e treinador de futebol paraguaio.
  - Dener, futebolista brasileiro (m. 1994).
- 1972 — Eyal Berkovic, futebolista israelense.
- 1973
  - Regis Danese, cantor e compositor brasileiro.
  - Roselyn Sánchez, atriz porto-riquenho-americana.
- 1975
  - Katrin Rutschow-Stomporowski, remadora alemã.
  - Adam Rodriguez, ator norte-americano.
  - Beth Guzzo, cantora e atriz brasileira.
  - Pedro Pascal, ator chileno-americano.
- 1977 — Michael Fassbender, ator e produtor irlando-alemão.
- 1978 — Scott Lynch, escritor americano.
- 1979
  - Dan Torres, cantor anglo-brasileiro.
  - Grafite, futebolista brasileiro.
- 1980 — Carlos Salcido, futebolista mexicano.
- 1981 — Kapil Sharma, comediante, apresentador de televisão e ator indiano.
- 1982
  - Marco Amelia, futebolista italiano.
  - David Ferrer, tenista espanhol.
- 1983
  - Paul Capdeville, tenista chileno.
  - Laura Carmine, atriz porto-riquenha.
  - Milan Stepanov, futebolista sérvio.
- 1984
  - Jérémy Morel, futebolista francês.
  - Nicolas Lapierre, automobilista francês.
  - Moyà, futebolista espanhol.
- 1985 — Stéphane Lambiel, patinador suíço.
- 1986
  - Andris Biedrins, jogador de basquete da letão.
  - Lee DeWyze, cantor, compositor e guitarrista americano.
  - R3hab, DJ e produtor musical holandês.
  - Ibrahim Afellay, futebolista neerlandês.
- 1987 — Pablo Aguilar, futebolista paraguaio.
- 1988 — Jesse Plemons, ator americano.
- 1990
  - Yevgeniya Kanayeva, ginasta russa.
  - Miralem Pjanić, futebolista bósnio.
- 1991 — Quavo, rapper, compositor e produtor musical americano.
- 1993 — Keshorn Walcott, lançador de dardo trinitário.
- 1996 — André Onana, futebolista camaronês.
- 1997 — Abdelhak Nouri, futebolista neerlandês.
- 2000 — Josip Stanišić, futebolista croata.

### Século XXI
- 2002 — Son Sang-yeon, ator sul-coreano.
- 2003 — Martina Oliveira, camgirl brasileira.
- 2004 — Diana Shnaider, tenista russa.

## Mortes

Clara Nunes

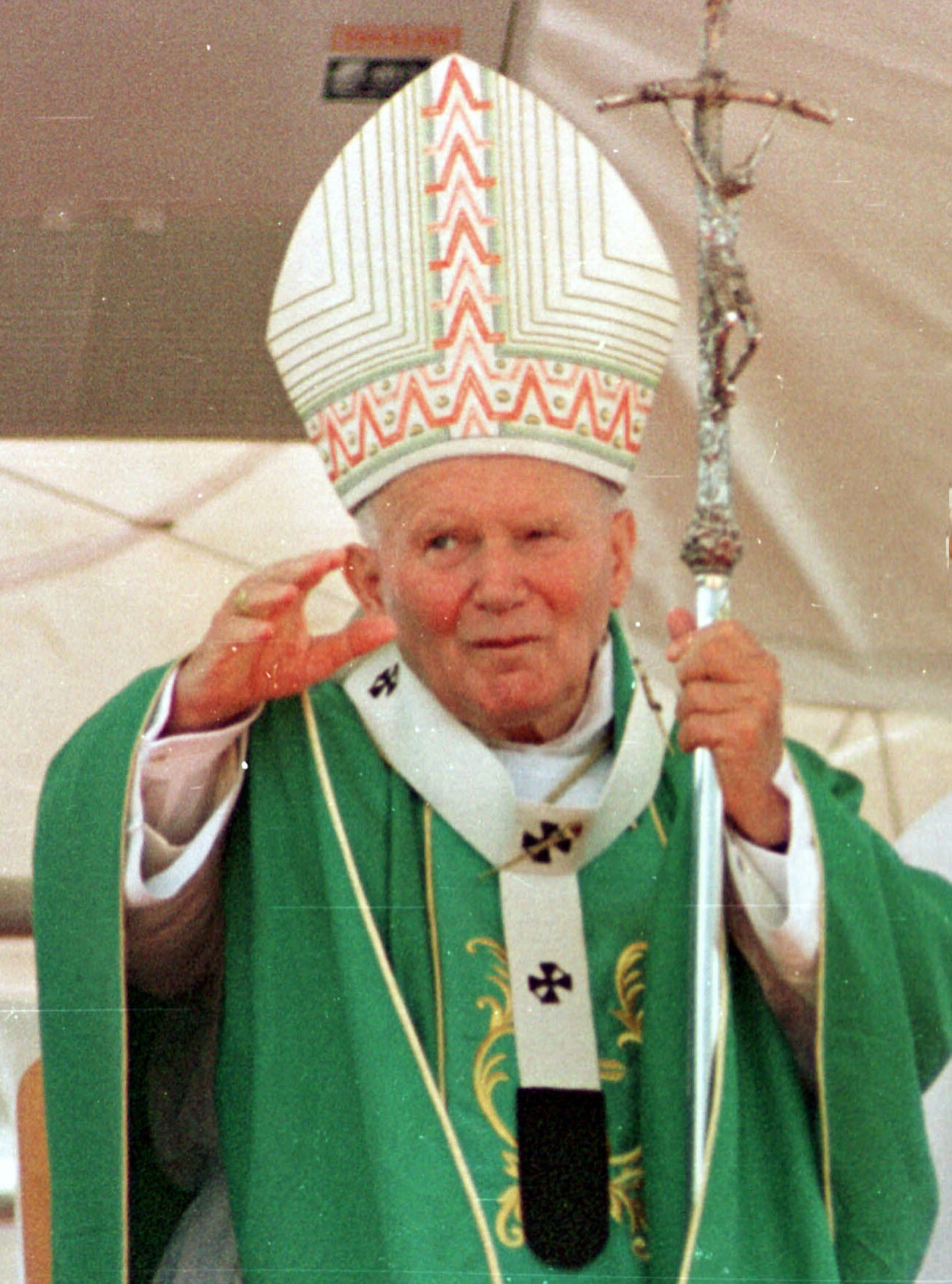
Papa João Paulo II

### Anterior ao século XIX
- 0872 — Mufli, o Turco, oficial militar turco (n. ?).
- 0991 — Bardas Esclero, general bizantino (n. ?).
- 1118 — Balduíno I de Jerusalém (n. 1058).
- 1272 — Ricardo, 1.º Conde da Cornualha, rei dos romanos (n. 1209).
- 1335 — Henrique I da Boêmia (n. 1265).
- 1416 — Fernando I de Aragão (n. 1380).
- 1502 — Artur, Príncipe de Gales (n. 1486).
- 1507 — Francisco de Paula, frade e santo italiano (n. 1416).
- 1590 — Isabel da Saxônia, condessa do Palatinado-Simmern (n. 1552).
- 1640 — Maciej Kazimierz Sarbiewski, escritor e poeta polonês (n. 1595).
- 1657
  - Fernando III do Sacro Império Romano-Germânico (n. 1608).
  - Jean-Jacques Olier, padre francês (n. 1608).
- 1672 — Pedro Calungsod, missionário e santo filipino (n. 1654).
- 1747 — Johann Jacob Dillenius, botânico e micologista teuto-britânico (n. 1684).
- 1787 — Thomas Gage, general e político britânico (n. 1719).
- 1791 — Honoré Gabriel Riqueti de Mirabeau, jornalista e político francês (n. 1749).

### Século XIX
- 1841 — Susan Spencer-Churchill, Duquesa de Marlborough (n. 1767).
- 1865 — A. P. Hill, general norte-americano (n. 1825).
- 1872 — Samuel Morse, pintor e acadêmico americano (n. 1791).
- 1885 — James Edward Alexander, militar, viajante, e escritor britânico (n. 1803).
- 1891
  - Albert Pike, advogado e general americano (n. 1809).
  - Ahmed Vefik Paxá, dramaturgo e político grego (n. 1823).

### Século XX
1914 — Paul Heyse, escritor, poeta e tradutor alemão, ganhador do Prêmio Nobel (n. 1830).
- 1922 — Hermann Rorschach, psiquiatra e psicanalista suíço (n. 1884).
- 1928 — Theodore William Richards, químico e acadêmico americano, ganhador do Prêmio Nobel (n. 1868).
- 1930 — Zauditu da Etiópia (n. 1876).
- 1953 — Hugo Sperrle, marechal de campo alemão (n. 1885).
- 1958 — Jossei Toda, educador japonês (n. 1900).
- 1966 — C. S. Forester, romancista britânico (n. 1899).
- 1972
  - Franz Halder, general alemão (n. 1884).
  - Toshitsugu Takamatsu, lutador de arte marcial e educador japonês (n. 1887).
- 1974 — Georges Pompidou, banqueiro e político francês (n. 1911).
- 1977 — Walter Wolf, acadêmico e político alemão (n. 1907).
- 1983 — Clara Nunes, cantora brasileira (n. 1942).
- 1987 — Buddy Rich, baterista, compositor e líder de banda norte-americano (n. 1917).
- 1989 — Arnaldo Weiss, ator brasileiro (n. 1930).
- 1990 — Aldo Fabrizi, ator italiano (n. 1905).
- 1992 — Juanito, futebolista e treinador de futebol espanhol (n. 1954).
- 1995 — Hannes Alfvén, físico e engenheiro sueco, ganhador do Prêmio Nobel (n. 1908).
- 1998 — Rob Pilatus, cantor e compositor teuto-estadunidense (n. 1965).

### Século XXI
- 2002 — John R. Pierce, engenheiro e escritor americano (n. 1910).
- 2003 — Edwin Starr, cantor e compositor americano (n. 1942).
- 2004 — John Argyris, cientista da computação, engenheiro e acadêmico grego (n. 1913).
- 2005 — Papa João Paulo II (n. 1920).
- 2007
  - Henry L. Giclas, astrônomo e acadêmico americano (n. 1910).
  - Tadjou Salou, futebolista togolês (n. 1974).
  - Tsuguo Hongo, micologista japonês (n. 1923).
- 2008
  - Yakup Satar, soldado e veterano de guerra turco (n. 1898).
  - Norberto Collado Abreu, militar cubano (n. 1921).
- 2009 — Bud Shank, saxofonista e flautista norte-americano (n. 1926).
- 2010 — Chris Kanyon, lutador estadunidense (n. 1970).
- 2012 — Elizabeth Catlett, escultora e ilustradora americano-mexicana (n. 1915).
- 2013
  - Jesús Franco, diretor, roteirista, produtor e ator espanhol (n. 1930).
  - Milo O'Shea, ator irlandês-americano (n. 1926).
- 2014 — Glyn Jones, ator e roteirista sul-africano (n. 1931).
- 2015
  - Manoel de Oliveira, ator, diretor, produtor e roteirista português (n. 1908).
  - Robert H. Schuller, pastor e escritor americano (n. 1926).
  - José da Silva Lopes, economista português (n. 1932).
- 2016
  - Gallieno Ferri, artista de quadrinhos e ilustrador italiano (n. 1929).
  - Robert Abajyan, sargento armênio (n. 1996).
  - Tereza Rachel, atriz e produtora brasileira de peças teatrais (n. 1935).
- 2020 — William Frankland, médico e alergista britânico (n. 1912).
- 2022 — Estelle Harris, atriz e comediante americana (n. 1928).
- 2024 — Juan Vicente Pérez Mora, agricultor supercentenário venezuelano (n. 1909).

## Feriados e eventos cíclicos
- Dia Internacional do Livro Infanto-juvenil
- Dia Mundial de Conscientização do Autismo

### Portugal
- Feriado municipal em Alpiarça

### Brasil
- Dia do Propagandista
- Aniversário do município de Capão Bonito, São Paulo
- Aniversário do município de Cotia, São Paulo
- Aniversário do município de Suzano, São Paulo
- Aniversário do município de Jacarezinho, Paraná
- Aniversário do município de Carlópolis, Paraná
- Aniversário do município de Alumínio, São Paulo
- Aniversário do município de Pacaembu, São Paulo

### Cristianismo
- Abúndio de Como
- Francisco Coll Guitart
- Francisco de Paula
- Nossa Senhora de Zeitoun
- Pedro Calungsod

## Outros calendários
- No calendário romano era o 4.º dia (IV) antes das nonas de abril.
- No calendário litúrgico tem a letra dominical A para o dia da semana.
- No calendário gregoriano a epacta do dia é xxviii.